# 日本驻努美阿领事办公室
日本国驻法国大使馆驻努美阿领事办公室是日本设立于新喀里多尼亚努美阿的领事办公室。2023年1月1日正式开馆，日本也成为大洋洲国家以外首个在当地开设领事机构的国家。

## 历史沿革

### 当地政情
新喀里多尼亚位于南太平洋地区，是法国具有特殊地位的海外属地，首府努美阿。1892年至1919年，大量日本移民抵达新喀里多尼亚，在蒂奥镍矿工作。目前在新喀里多尼亚仍有近1万名日裔。日本常年委任当地日裔人士担任名誉领事。
法国在当地有驻军。2021年9月，日本海上自卫队不知火号驱逐舰（DD-120）访问努美阿，并与法军举行联合训练。

### 筹建与开馆
2021年8月，日本外务省在2022财年预算案中为开设驻基里巴斯大使馆和驻努美阿领事办公室拟定预算，次年获批。2022年11月4日，驻努美阿名誉领事工作结束，日本不再委任新的名誉领事。
2023年1月1日，办公室正式开馆，首席代表为增田是人。办公室目前暂设于努美阿海滨大道希尔顿公寓式酒店内。自此，日本成为第四个在新喀里多尼亚开设领事机构的国家。此前澳大利亚、新西兰和瓦努阿图在努美阿设有总领事馆。

## 领区
领区包括三个法国海外属地：新喀里多尼亚、法属波利尼西亚与瓦利斯和富图纳。同时，日本在法属波利尼西亚首府帕皮提委任名誉领事。
办公室设立前，三地均由日本驻法国大使馆直管。但受距离和时差的限制，新喀里多尼亚的相关领事业务由日本驻悉尼总领事馆就近代办。驻悉尼总领馆会每年一次派员赴努美阿现场办公。
因办公室尚处于初设阶段，故暂时无法办理部分业务。截至2023年1月，法属波利尼西亚地区的海外选民登记工作由日本驻火奴鲁鲁总领事馆办理，瓦利斯和富图纳地区由日本驻斐济大使馆办理。

## 历任首席代表
- 增田是人（ますだ  これひと）